# Извольск
Извольск — село в Износковском районе Калужской области России. Административный центр сельского поселения«Село Извольск»
Извольские — дворянский род,

## География
Расположено у реки Ращена. Рядом — Семеновское.

## Население
| 2002 | 2010 |
| ---- | ---- |
| 309  | ↘298 |

## История
По Поляновскому миру между Россией и Речью Посполитой, подписанному 17 (27) мая — 4 (14) июня 1634 завершилась русско-польская война 1632—1634 годов, граница прошла восточнее Извольска.
В 1782-м году село Извольное, при нём церковь и церковная земля.
Деревянная двухпрестольная «холодная» церковь была построена в 1829 на средства генерала В. В. Орлова-Денисова вместо прежней, сгоревшей. Здание сооружено на основе сруба храма, перевезённого из села Межетчина. Имела придел Флора и Лавра. Разрушена в середине XX века.

## Достопримечательности
Церковь Петра, Алексия, Ионы и Филиппа.